# Salmoninae
Sous-famille
Les Salmoninae sont une sous-famille de poissons de la famille des salmonidés (la famille des salmonidés comprend, entre autres, les saumons, les ombles, les ombres, les corégones et les truites).

## Liste des genres
Selon World Register of Marine Species (2 avril 2024) :
- Brachymystax Günther, 1866
- Hucho Günther, 1866 -- dont le Huchon
- Oncorhynchus Suckley, 1861 -- Saumons et truites du Pacifique
- Parahucho Vladykov, 1963
- Salmo Linnaeus, 1758 -- Saumons de l'Atlantique et truites ("atlantiques")
- Salvelinus Richardson, 1836 -- Ombles et plusieurs truites
- Salvethymus Chereshnev & Skopets, 1990

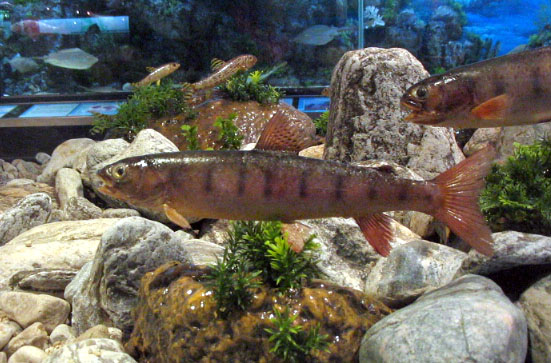
Brachymystax lenok.
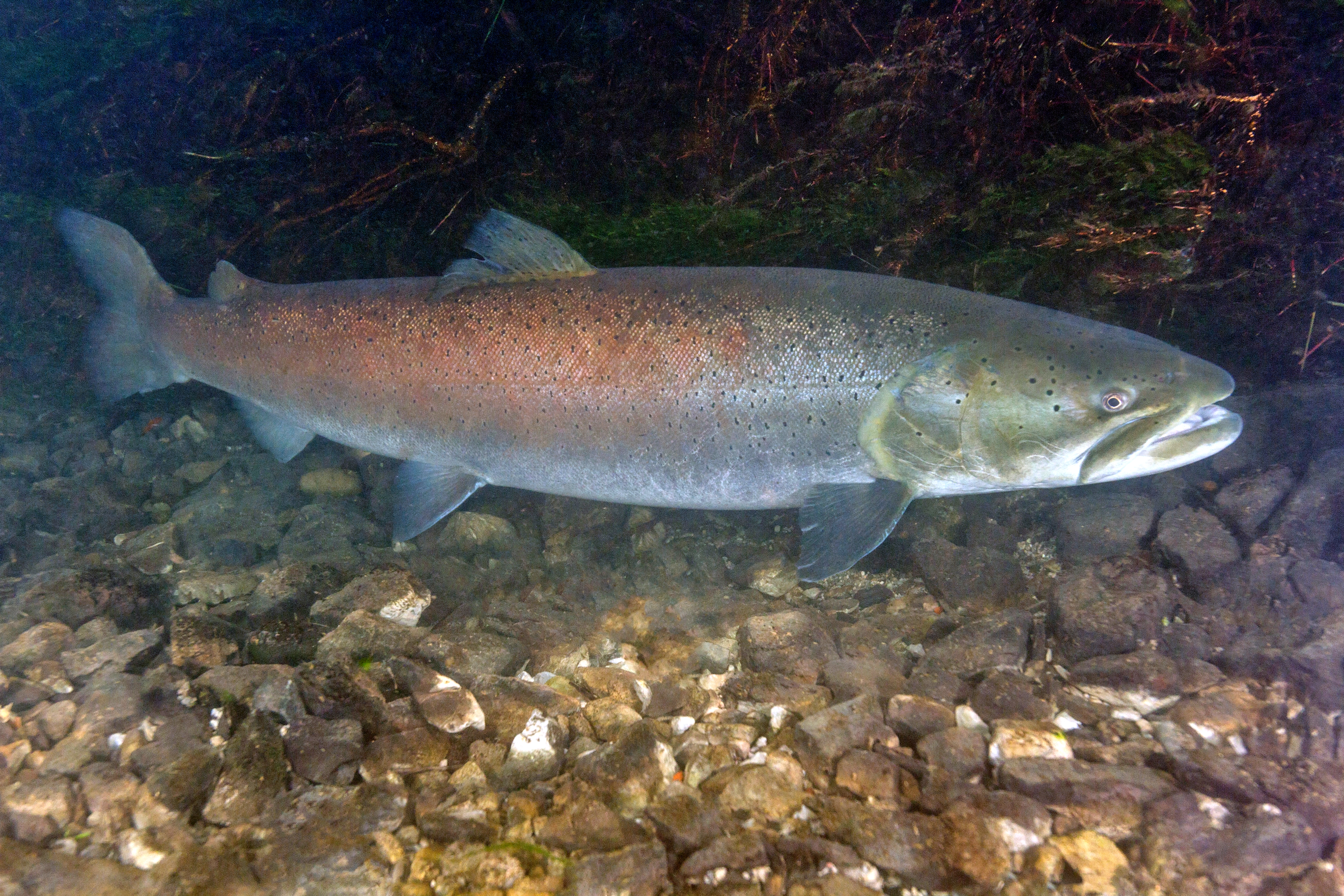
Hucho hucho.
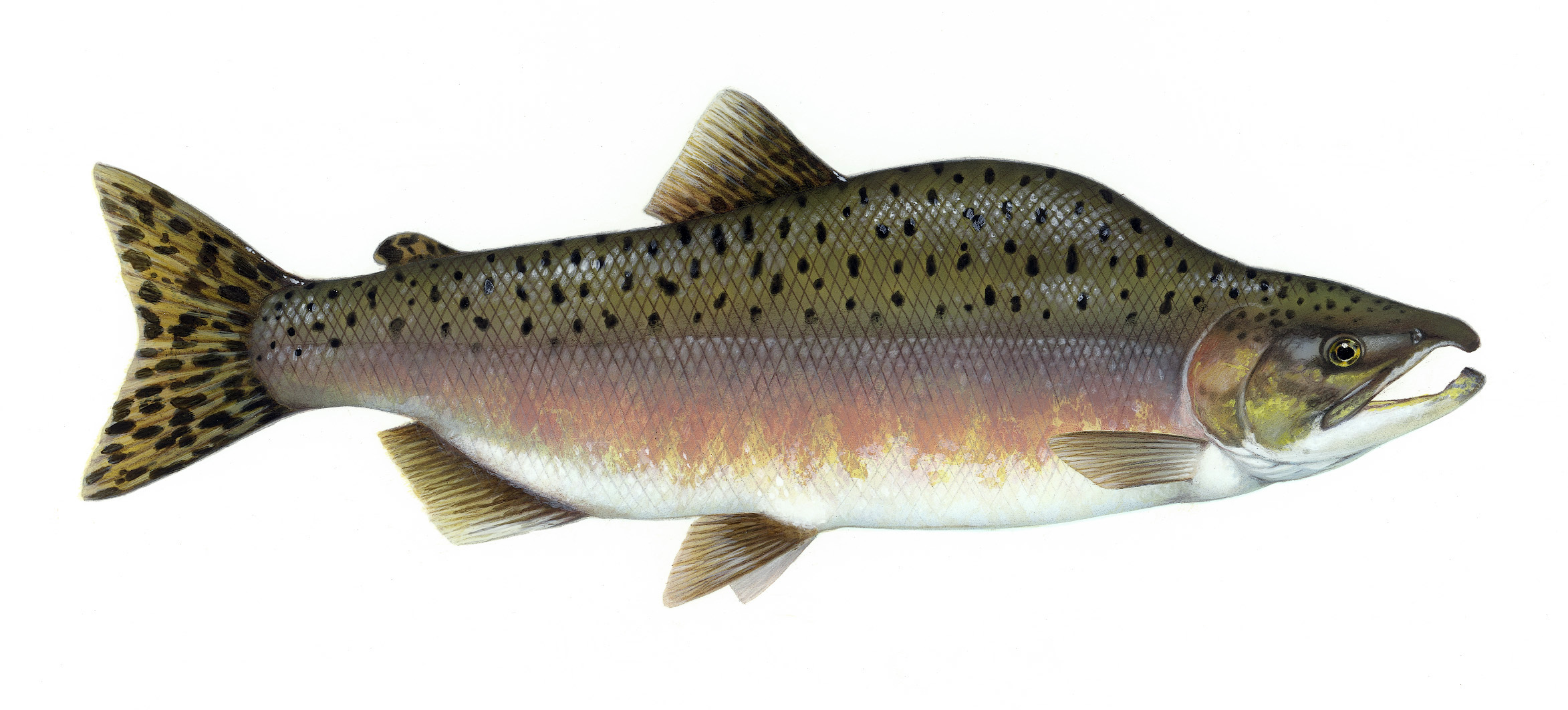
Oncorhynchus gorbuscha.
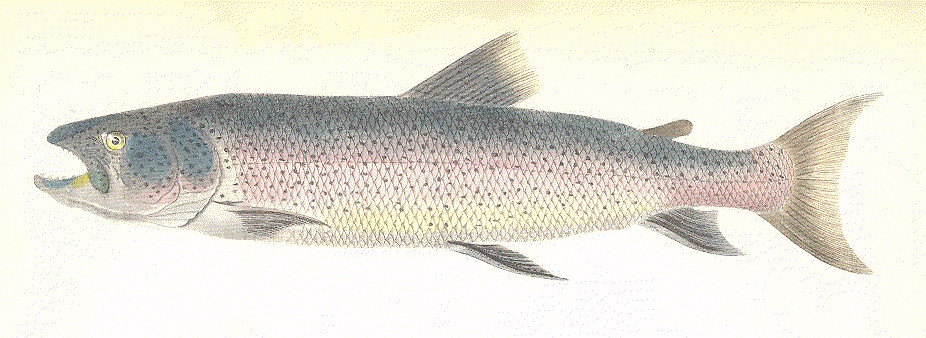
Parahucho perryi.
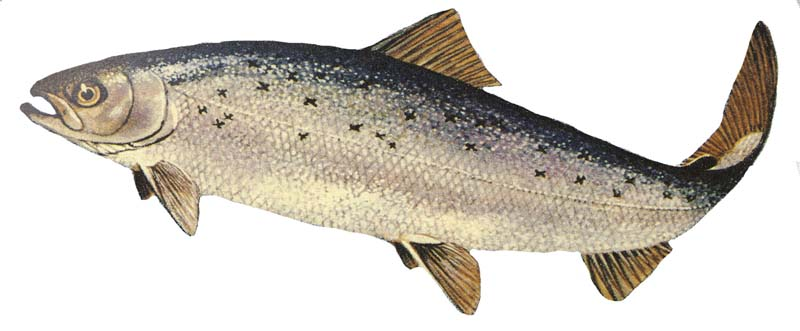
Salmo salar.
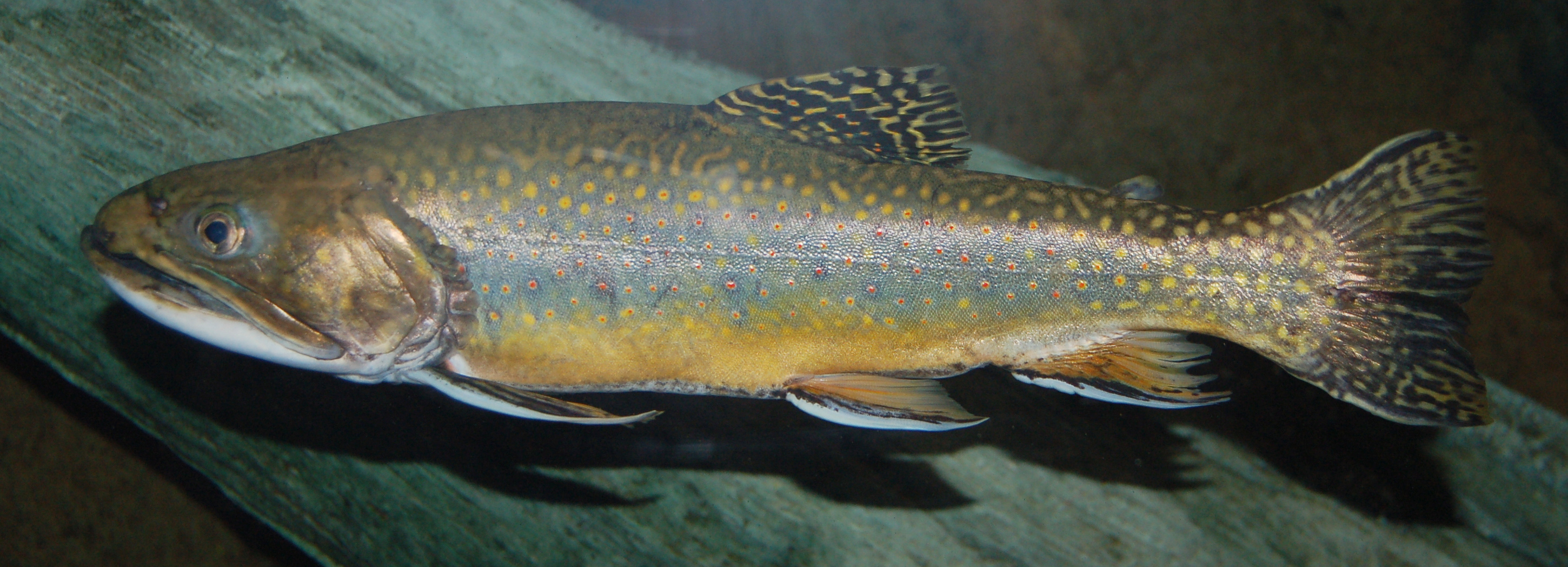
Salvelinus fontinalis.